# RCD Cup 1970
De RCD Cup 1970 was het 4e voetbaltoernooi van de RCD/ECO cup, voor landen van de die lid zijn van de Organisatie voor Economische Samenwerking. Het werd gespeeld tussen 6 en 11 september 1970 in Teheran, Iran. Het toernooi werd voor de tweede keer gewonnen door Iran.

## Eindstand
| Pos | Land     | Wed | Win | Gel | Ver | DV | DT | +/− | Pnt |
| --- | -------- | --- | --- | --- | --- | -- | -- | --- | --- |
| 1   | Iran     | 2   | 1   | 1   | 0   | 8  | 1  | +7  | 3   |
| 2   | Turkije  | 2   | 1   | 1   | 0   | 4  | 2  | +2  | 3   |
| 3   | Pakistan | 2   | 0   | 0   | 2   | 1  | 10 | −9  | 0   |

## Wedstrijden
|                                                   |                                                                                                 |              |          |                                                |
| 6 september 1970 00:00 (UTC−3) «onderlinge duels» | Iran                                                                                            | 7 – 0        | Pakistan | Amjadiyehstadion, Teheran Toeschouwers: 20.000 |
| 6 september 1970 00:00 (UTC−3) «onderlinge duels» | Hajmohammad 13', 90' Ghelichkhani 33' Haghverdian 55' Kalani 57' Alnabi 71' (e.d.) Vafakhah 84' | Externe link |          | Amjadiyehstadion, Teheran Toeschouwers: 20.000 |

|                                     |         |       |          |                           |
| 9 september 1970 «onderlinge duels» | Turkije | 3 – 1 | Pakistan | Amjadiyehstadion, Teheran |
| 9 september 1970 «onderlinge duels» |         |       |          | Amjadiyehstadion, Teheran |

|                                                    |              |              |                 |                                                                                    |
| 11 september 1970 00:00 (UTC−3) «onderlinge duels» | Turkije      | 1 – 1        | Iran            | Amjadiyehstadion, Teheran Toeschouwers: 30.000 Scheidsrechter: Mohammad Amin (PAK) |
| 11 september 1970 00:00 (UTC−3) «onderlinge duels» | Johorzou 26' | Externe link | Hajmohammad 70' | Amjadiyehstadion, Teheran Toeschouwers: 30.000 Scheidsrechter: Mohammad Amin (PAK) |